# Giovinezza
Giovinezza (Joventut en italià) va ser l'himne oficial del Partit Nacional Feixista, del règim i de l'exèrcit. També va ser l'himne oficiós d'Itàlia entre 1924 i 1943, ja que solia interpretar-se després de la Marcia Reale, l'himne oficial. La República Social Italiana escollí Giovinezza com a únic himne oficial.
Quan Itàlia fou alliberada el 1944 les tropes aliades suprimiren Giovinezza i el país romangué sense himne oficial fins que el 1946 fou escollit Il Canto degli Italiani.

## Lletra
| Lletra en italià Salve o popolo d'eroi Salve o patria immortale Son rinati i figli tuoi Con la fé nell'ideale Il valor dei tuoi guerrieri, La virtù dei pionieri La vision dell'Alighieri Oggi brilla in tutti i cuor Giovinezza, Giovinezza, Primavera di bellezza Della vita nell'asprezza Il tuo canto squilla e va! E per Benito Mussolini, Eja eja alalà E per la nostra Patria bella, Eja eja alalà Dell'Italia nei confini Son rifatti gli italiani; Li ha rifatti Mussolini Per la guerra di domani Per la gloria del lavoro Per la pace e per l'alloro, Per la gogna di coloro Che la patria rinnegan I Poeti e gli artigiani I signori e i contadini Con orgoglio d'italiani Giuran fede a Mussolini. Non v'è povero quartiere Che non mandi le sue schiere Che non spieghi le bandiere Del fascismo redentor. |